# Littérature srilankaise
La littérature srilankaise désigne ici toute production littéraire, orale comme écrite, au Sri Lanka (population estimée à 22 000 000 en 2022), dans une des langues officielles (ou non, comme l'anglais). En ce sens, elle englobe toute littérature en langue minoritaire, comme toute littérature des diasporas.

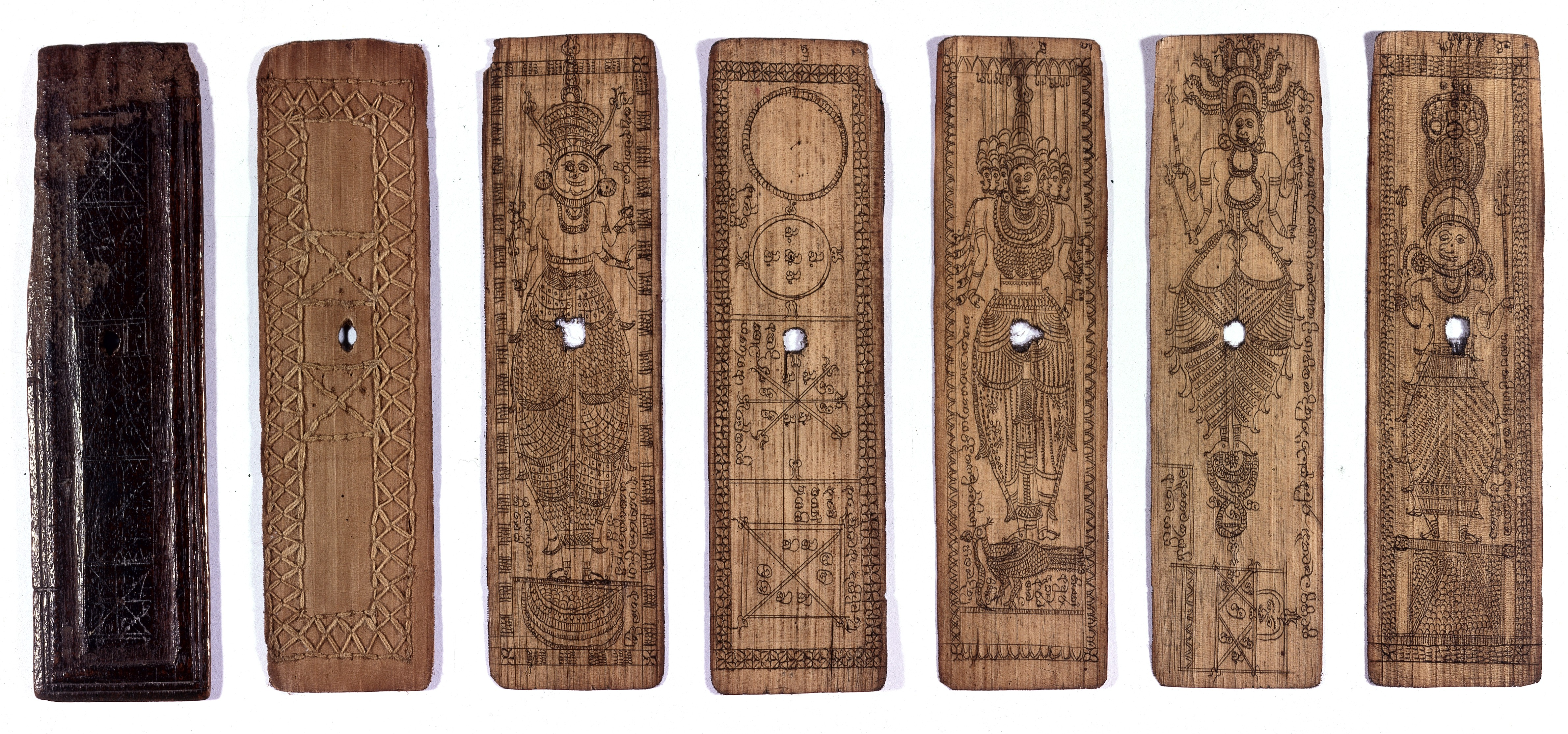
Manuscrit singhalais 44

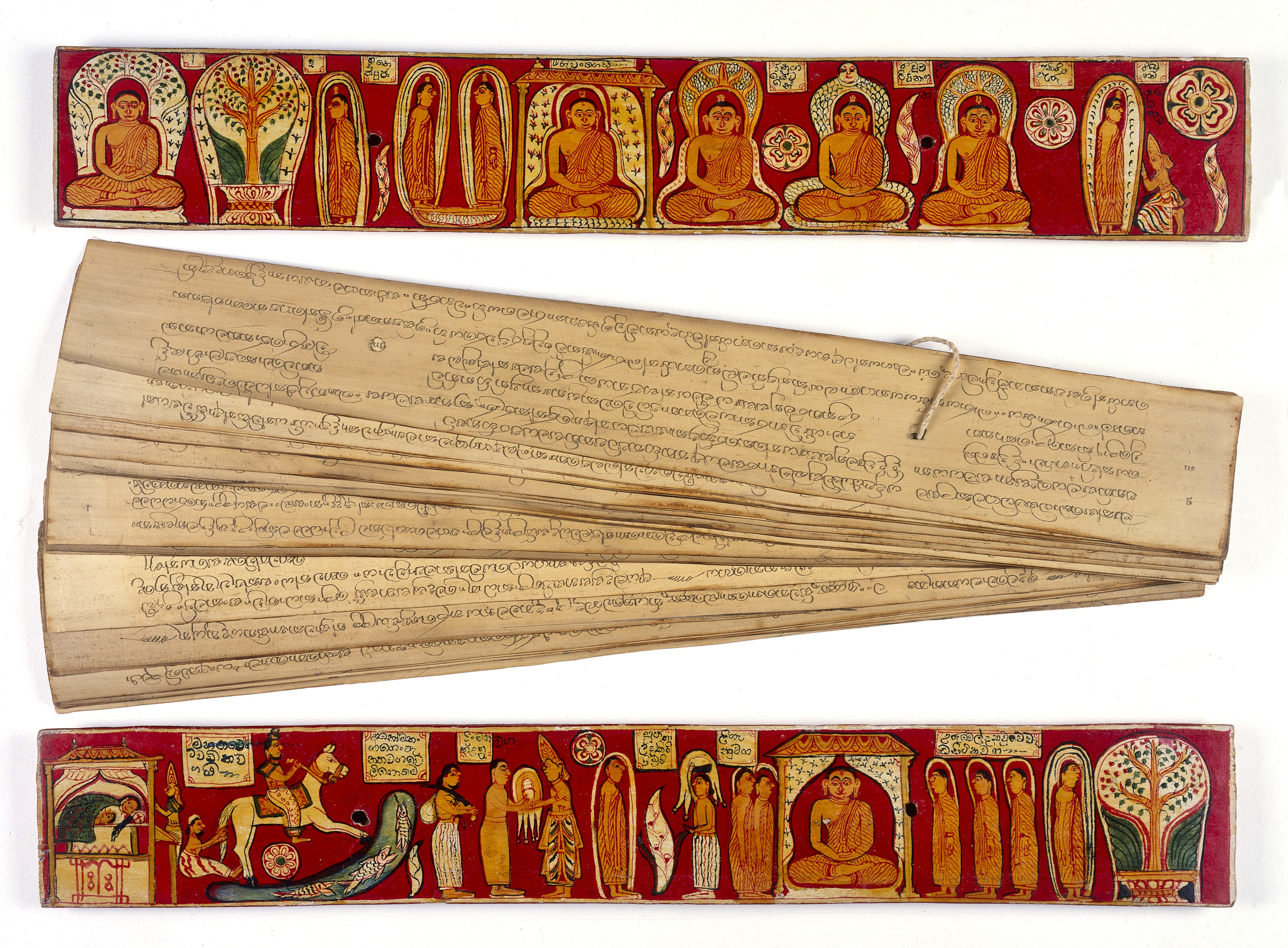
Manuscrit sur feuilles de palmier

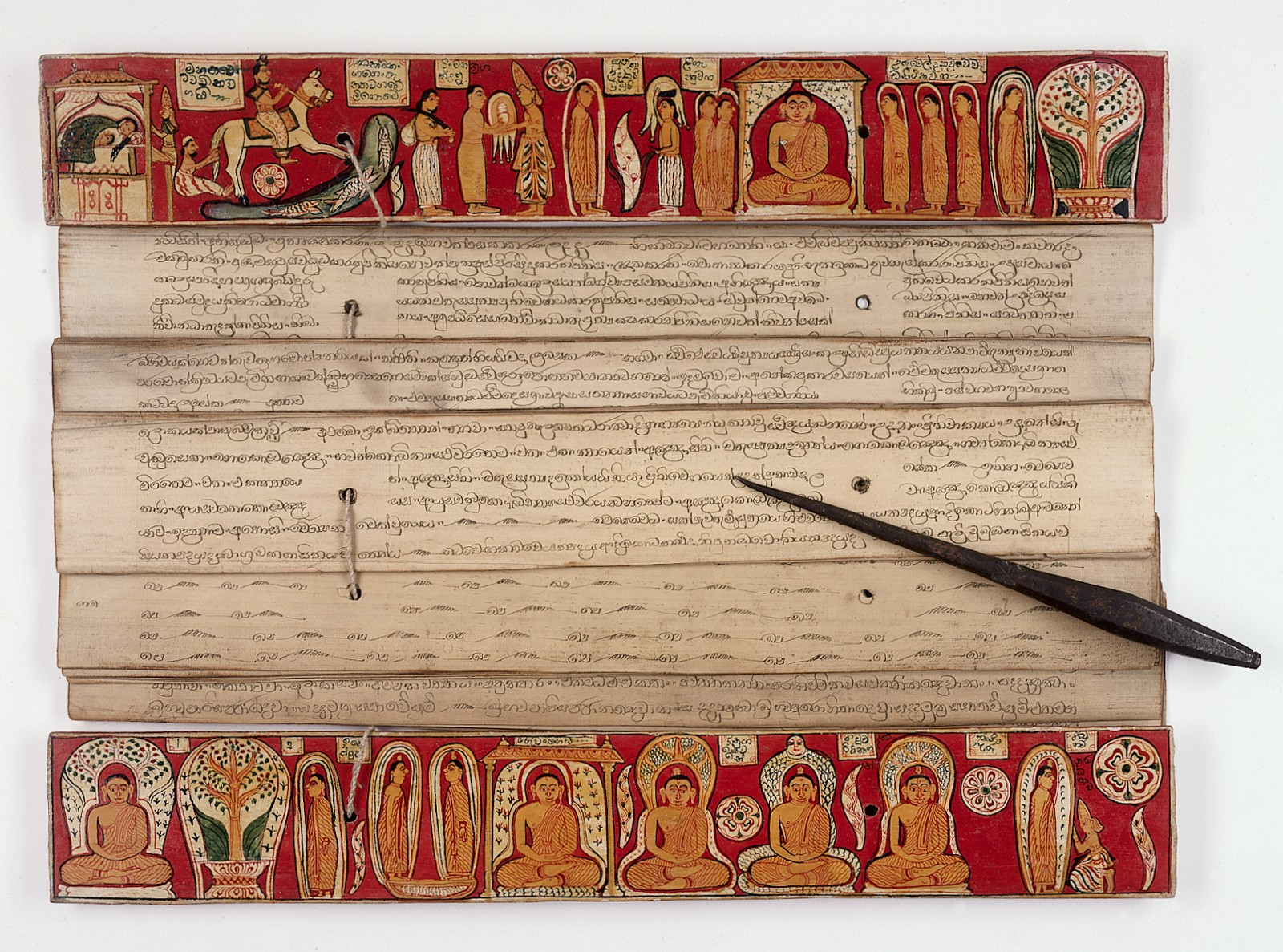
Manuscrits sur ôles

## Repères historiques
- Préhistoire du Sri Lanka, Histoire du Sri Lanka
- Période Anuradhapura (en) (de -377 à +1017), royaume d'Anurâdhapura
- Dynastie Chola (de -300 à +1279)
- Transition : petits royaumes cinghalais (1232-1505), royaume de Jaffna (1215-1624)
- Intrusions portugaises, résistances cinghalaises, Mayadunne (1501-1581)
- Ceylan portugais (1597-1658), Ceylan néerlandais (1640-1796)
- Ceylan britannique (1802-1948), Dominion de Ceylan (1948-1972)
- République socialiste démocratique du Sri Lanka, depuis 1972
- Guerre civile du Sri Lanka (1983-2009)

## Littérature orale
- Langues au Sri Lanka, Langues du Sri Lanka
- L'ingénieur britannique Henry Parker (auteur) (en) (1873-1904) a collectionné et compilé une grande quantité de littérature orale singhalaise.

## Littérature écrite
La langue elu (langue) (en) (Eḷu, Hela, Helu), un prâkrit (langue indo-aryenne, dérivée du sanskrit) du premier millénaire avant l'ère commune, est à l'origine du singhalais et du maldivien.
L'alphasyllabaire cingalais, dérivé du brahmi, permet, depuis environ 300 avant notre ère, l'existence de nombreuses inscriptions au Sri Lanka (ta) en singhalais. Les inscriptions tamoules au Sri Lanka (en) sont nombreuses, quoique plus récentes.
Les feuilles de palmier sont utilisés de très longue date pour noter les textes officiels, principalement religieux, mais aussi poétiques : manuscrits sur ôles.
Le linguiste Christopher Reynolds (linguiste) (en) (1822-1915), travaillant pour la School of Oriental and African Studies (SOAS, Londres), publie une anthologie de 377 pages de la littérature cingalaise jusqu'en 1815, sélectionnée par la Commission nationale de l'UNESCO de Ceylan.
Le théâtre au Sri Lanka (en), dans sa forme occidentale, est un phénomène récent.
Les masques du Sri Lanka montrent la longue durée de rituels dramatiques, généralement d'exorcisme, comme le Sanni Yakuma (en) ou les danses de Kandy, qui trouvent leur origine dans le bouddhisme theravāda.
Par contre, le théâtre traditionnel de marionnettes à fils est ancien au Sri Lanka : le rūkada nātya est inscrit depuis 2018 sur la liste du patrimoine culturel immatériel de l'humanité au Sri Lanka.
La littérature des explorateurs et commerçants dans Taprobane/Palaisimoundou/Salike/Serendip/Ceylan offre quelques beaux textes, dont :
- Voyages et aventures des trois princes de Serendip (1557), traduit du persan par Cristoforo Armeno et imprimé par Michele Tramezzino.

La littérature coloniale au Sri Lanka (portugaise, hollandaise, britannique) gagnerait à être davantage étudiée.

## En langue singhalaise

### Écrivains
- Munidasa Kumaratunga (1887-1944)
- W. A. Silva (1890-1957)
- Martin Wickramasinghe (1890-1976)
- G. B. Senanayake (1913-1985)
- Ediriweera Sarachchandra (1914-1996)
- Siri Gunasinghe (1925-2017)
- Su Hae Ja Sugunasiri ? 1925-)
- K. Jayatillake (1926-2011)
- Sybil Wettasinghe (1927-2020)
- Sirilal Kodikara (1927-)
- Sugathapala de Silva (1928-2002)
- Gunadasa Amarasekara (1929-)
- Mahagama Sekara (1929-1976)
- Ajith Thilakasena (1933-)
- Sunanda Mahendra (1938-)
- Simon Navagattegama (1940-2005)
- Piyasena Kahandagamage (1953-)
- Eric Illayapparachchi (1954-)
- Chandraratna Bandara (? 1960-)
- P.B Jayasekara (? 1960-)
- Anula Wijayarathna Manike (? 1960-)

### Dramaturges
- John de Silva (1857-1922)
- Ediriweera Sarachchandra (1914-1996)
- Sugathapala de Silva (1928-2002)
- Henry Jayasena(1931-2009)
- Namel Weeramuni (1934-)
- Dayananda Gunawardena (1934-1993)
- Sunanda Mahendra (1938-)
- Simon Navagattegama (1940-2005)
- Dhamma Jagoda (1941-1988)

### Poètes
- Gurulugomi  (12e)
- Veedagama maithree thero (15e)
- Thotagamuwe Sri Rahula Thera (1408-1491)
- Kumaratunga Munidasa (1887-1944)
- S. Mahinda Thero (1901-1951)
- Sagara Palansooriya (1908-1961)
- Wimalaratne Kumaragama (1919-1962)
- Siri Gunasinghe (1925-2017)
- Saman Tilakasiri (1928-2000)
- Mahagama Sekara (1929-1976)
- Gunadasa Amarasekara (1929-)
- Parakrama Kodituwakku (1930 ?-)
- Lucien Bulathsinhala (1942-)
- Sunil Ariyaratne (1949-)
- Rathna Sri Wijesinghe (1953-)
- Eric Illayapparachchi (1954-)

### Non-fiction
- Martin Wickramasinghe (1890-1976)
- Ediriweera Sarachchandra (1914-1996)
- Su Hae Ja Sugunasiri (1925- ?)
- Gunadasa Amarasekara (1929-)
- Sucharitha Gamlath (1934-2013)
- J B Disanayake (1937-)
- Piyaseeli Wijegunasinghe (1943-2010)
- Shelton Payagala (1944-2009)
- Nalin de Silva (1944-)

### Radio
- Sugathapala de Silva
- Malaka Dewapriya
- Dayananda Gunawardena
- Tilak Jayaratne
- Sirilal Kodikara
- Sunanda Mahendra
- Dharma Sri Munasinghe
- Simon Navagattegama
- Dharmasena Pathiraja
- Jayalal Rohana

## En langue tamoule
- Littérature tamoule du Sri Lanka (en)
- Littérature tamoule de Jaffna, du Royaume de Jaffna (1215-1624)
- Eelattu Poothanthevanar (en) (antiquité, Littérature tamoule classique dite du Sangam)
- Écrivains srilankais d'expression tamoule (consulter la version anglophone)
- Arumuka Navalar (en) (1822-1879), un des maîtres de la Littérature tamoule moderne
- Neelaavanan (ta) (1931-1975)
- Maravanpulo Sellam Ambalavanar
- Antonythasan Jesuthasan (1967-)

## En langue anglaise
- Jessie Alice Goonetileke (1864-1914), nouvelliste
- Regi Siriwardena (1922-2004)
- Jean Arasanayagam (1931-2019)
- Christopher Ondaatje (1933-)
- Punyakante Wijenaike (1933-)
- Suwanda H. J. Sugunasiri (1936-)
- Tissa Abeysekara (1939-2009)
- Nihal De Silva (1940 ? - 2006)
- Michael Ondaatje (1943-)
- Jayadeva Uyangoda (1950-)
- Romesh Gunesekera (1954-)
- Rajiva Wijesinha (1954-)
- Nira Wickramasinghe (1964-)
- Shyam Selvadurai (1965-)
- Ru Freeman (1967-)
- David Blacker (? 1970-)
- Nayomi Munaweera (1973-)
- Sunil Yapa (vers 1980-)
- V.V. Ganeshananthan (1980-)
- Roshi Fernando (? 1980-)
- SJ Sindu (1987-)
- Lishan Perera (1994-)

## Auteurs
- Écrivains srilankais
- Écrivains srilankais d'expression tamoule (consulter la version anglophone)
- Écrivains srilankais en langue anglaise (en)
- Liste d'écrivains srilankais (en)
- Écrivains srilankais par siècle (en)
- Dramaturges srilankais (en)
- Poètes srilankais (en)
- Romanciers srilankais (en)
- Nouvellistes srilankais (en)
- Journalistes srilankais (en)

## Œuvres
- Livres srilankais (en)
- Textes bouddhistes srilankais (en)
- Grandes chroniques : Dipavamsa, Mahavamsa, Culavamsa
- Liste d'archives au Sri Lanka (en)
- Liste des dépôts numériques au Sri Lanka (en)
- Département des archives nationales du Sri Lanka (en)
- Epigraphia Zeylanica (en) (1904)

## Institutions
- Prix littéraires srilankais : Gratiaen Prize (en) (1992, en anglais), State Literary Award (en) (tous genres, et pour les trois langues)
- Galle Literary Festival (en) (2012)
- Traductions de la Bible en singhalais (en)
- Bibliothèque de Jaffna, Incendie de la bibliothèque de Jaffna (1981)

### Littératures proches
- Maldives : Écrivains maldiviens, Littérature aux Maldives (en)
- Népal : Littérature népalaise (en), Écrivains népalais
- Bangladesh : History of Bengali literature (en), Écrivains bangladais
- Pakistan : Littérature pakistanaise, Écrivains pakistanais
- Inde : Littérature indienne, Littérature tamoule (en), Littérature tamoule classique, Littérature tamoule moderne